# Kecamatan Teupah Barat
Kecamatan Teupah Barat (indonesiska: Teupah Barat) är ett distrikt i Indonesien.   Det ligger i provinsen Aceh, i den västra delen av landet, 1 500 km nordväst om huvudstaden Jakarta. Kecamatan Teupah Barat ligger på ön Pulau Simeulue.